# Варна
Вижте пояснителната страница за други значения на Варна.
Ва̀рна е най-големият град в Североизточна България, разположен по бреговете на Черно море и Варненското езеро и е административен център на едноименните община и област. Той е най-големият град в Северна България и по българското Черноморие, както и трети по големина в страната. Населението на града по данни от преброяването през септември 2021 г. е 310 664 жители. По данни на ГРАО към 15 юни 2024 г. в града живеят 350 745 души по настоящ адрес и 371 226 души по постоянен адрес. На територията му е разположено Адмиралтейството на Българската армия. Варна често е наричана „морска столица“ или „лятна столица на България“ и е важен туристически и просветен център, изходна точка за курортите по Северното Черноморие.
В града се съхранява златно съкровище от халколита, за което до разкопките на Града на птиците край Пазарджик се смята, че е най-старото златно съкровище в света, дало име на т. нар. Култура Варна. След като са направени разкопки в „града на птиците“ край Пазарджик, е установено, че откритото там обработено злато е с 200 – 300 г. по-старо от предметите във Варненския халколитен некропол. Във Варна се провежда Международният балетен конкурс, състоящ се на всеки две години в Летния театър на Варна през летния сезон.
Варна е кандидат за Европейска младежка столица 2016 г. и Европейска столица на културата 2019 г. Побеждава в надпреварата за Европейска младежка столица през 2017 г. Сред международните културни събития, които се провеждат в града, са фестивалите Варненско лято, Любовта е лудост, Златният делфин, Август в изкуствата, Видеохолика и други.

## Име
В древността градът носи името Одесос. Така е наричан от Теофан Одесополис, а при други автори се среща и като Улисополис. След VI век в историческите документи името Одесос изчезва. По времето на император Тиберий (14 – 27 г.) за кратко градът се е казвал Тибериополис. В изследванията си археологът Павел Георгиев посочва, че съществува надпис от 557 г., в който след смъртта на своята съпруга Теодора император Юстиниан ѝ посветил град, който нарекъл Теодориада, намиращ се на северния бряг на Варненското езеро. При царуването на императрица Ирина в края на VIII век също за кратко е носил и нейното име — Иринополис.
Предполага се, че сегашното му име идва от старобългарското * варнъ – „черен, вран“. Друга теория свързва името с думата „вар“, означаваща води и минерален извор. Първото споменаване на името Варна е в летописите за настъплението на владетеля Аспарух и войските му, които „...дошли при т.нар. Варна, близо до Одесос...“ и заселването на прабългарите по тези места, но не е ясно дали името се отнася за област, селище или за река. Теофан пише, че през 774 г. император Константин V се отправил по море на поход срещу прабългарите, но когато дошъл до Варна се уплашил и се върнал. Константин Иречек смята, че това име е принадлежало не на стария град Одесос, а на местност в околността, към Провадийската река и Девненското езеро. Константин Порфироген пише, че Варна е река, същото е и мнението на А. Вретос. От друга страна през 765 г. Никифор съобщава, че кавханът на хан Умар бил убит от прислужниците си във Варна. Това убийство не би могло да стане в стария Одесос, тъй като се счита че все още е византийско владение. Може би Варна е някакво селище около Девненското езеро. Според братя Шкорпил тракийско селище с името Варнас е имало по брега на езерото, в района под „Джанавара“, където и днес се откриват множество археологични материали. Димитър Димитров смята, че Варна е било селище в западната част на днешния град, където има некрополи от времето на халколита. Братя Шкорпил търсят тракийския корен на името Варнас. В началото на XX век архимандрит Инокентий в своите изследвания споменава, че името Варна идва от хуно-аварската дума варош, означаваща град. Кръстю Мирски предполага, че името идва от вар, варовик, имайки предвид, че „във Варна и околността ѝ земята и камъните са варовити...“
Между 20 декември 1949 г. и 20 октомври 1956 г. Варна носи името Сталин, на името на Йосиф Сталин.

## География

### Местоположение
Град Варна е разположен във Варненската низина, на бреговете на Варненския залив и между Варненското езеро и Франгенското плато. Част от града е разположена южно от Варненското езеро и се свързва с централните му части през Аспаруховия мост. Варна заема площ от 238 km². Градът се намира на 441 km от столицата София, на 369 km от Пловдив и на 130 km от Бургас. Най-близкия областен град е Добрич, който се намира на 52 km.
Южно от канала, свързващ залива и езерото, са разположени кварталите Аспарухово и Галата. На северния бряг се намират промишлената зона и пристанищният комплекс. Североизточно от тях са централната градска част с историческия център (т.нар. „Гръцка махала“) и централните плажове.
Около града постепенно се образува агломерация с вилните зони край „Евксиноград“, квартал „Виница“, чак до „Златни пясъци“. Територията в посока град Аксаково също е в процес на застрояване.
В чертите на града са курортните комплекси Св. св. Константин и Елена и Златни пясъци. Градът има пясъчни плажове и топли минерални извори с температура 35 – 50 °C.

### Aдминистративно деление
Според Закона за териториалното деление на Столичната община и големите градове (Пловдив и Варна) територията на град Варна е разделена на 5 района:
| Район                                 | Квартали |
| ------------------------------------- | --- |
| „Аспарухово“ (28 352 жители)          | квартали „Аспарухово“, „Галата“, „Боровец”, „Прибой“, „Фичоза”, „Ракитника”, „Зеленика“, „Дружба-Аспарухово“, „Розова долина“                                                                                |
| „Владислав Варненчик“ (47 171 жители) | квартали „Владислав Варненчик“, „Кайсиева градина“ |
| „Младост“ (89 918 жители)             | квартали „Младост“, „Възраждане“, „Свети Иван Рилски“, „Победа“, „Трошево“ |
| „Одесос“ (88 437 жители)              | квартали Център, „Христо Ботев“, „Тракия”, „Колхозен пазар”, Гръцки квартал, „Максуда”, „Пристанище“, „Батак“, „Ж.П. Гара“                                                                                   |
| „Приморски“ (113 831 жители)          | квартали „Виница“, „Изгрев“, „Васил Левски“, Цветен квартал, „Чайка“, „Бриз“, „Траката“, „Евксиноград“; курорти „Св. Св. Константин и Елена“, „Слънчев ден“, „Ален мак“, „Чайка“, „Ривиера“, „Златни пясъци“ |

Бивши квартали
- ж.к. „Георги Петлешев“ – сега ж.к. „Младост“
- ж.к. „Михаил Иванов“ – сега ж.к. „Свети Иван Рилски“
- кв. „Погреби“ – сега част от кв. „Христо Ботев“/Център
- кв. „Конфуто“ – сега част от ж.к. „Победа“

### Климат
| Климатични данни за град Варна        | Климатични данни за град Варна | Климатични данни за град Варна | Климатични данни за град Варна | Климатични данни за град Варна | Климатични данни за град Варна | Климатични данни за град Варна | Климатични данни за град Варна | Климатични данни за град Варна | Климатични данни за град Варна | Климатични данни за град Варна | Климатични данни за град Варна | Климатични данни за град Варна | Климатични данни за град Варна |
| Месеци                                | яну.                           | фев.                           | март                           | апр.                           | май                            | юни                            | юли                            | авг.                           | сеп.                           | окт.                           | ное.                           | дек.                           | Годишно                        |
| Абсолютни максимални температури (°C) | 21,2                           | 22,5                           | 29,5                           | 29                             | 34                             | 38                             | 41                             | 40,5                           | 37,2                           | 33                             | 27                             | 21,2                           | 41                             |
| Средни максимални температури (°C)    | 6,2                            | 7,4                            | 10,3                           | 14,8                           | 20,4                           | 25,1                           | 27,8                           | 27,9                           | 23,9                           | 18,6                           | 12,8                           | 8,1                            | 17                             |
| Средни температури (°C)               | 1,9                            | 2,8                            | 5,7                            | 10,3                           | 15,4                           | 19,9                           | 22,4                           | 22,3                           | 18,3                           | 13,5                           | 8,4                            | 4,1                            | 12,2                           |
| Средни минимални температури (°C)     | −1,7                           | −1,1                           | 1,7                            | 6,1                            | 10,8                           | 15                             | 17,2                           | 17,1                           | 13,5                           | 9,1                            | 4,6                            | 0,5                            | 7,8                            |
| Абсолютни минимални температури (°C)  | −19                            | −24,3                          | −13,5                          | −5                             | 0                              | 7                              | 7                              | 7                              | 1,1                            | −7,7                           | −10                            | −17                            | −24,3                          |
| Средни месечни валежи (mm)            | 31,8                           | 29,9                           | 43,7                           | 57                             | 43,9                           | 57,6                           | 50,7                           | 41,4                           | 44,1                           | 42,6                           | 55,6                           | 42                             | 540,3                          |
| ------------------------------------- | ------------------------------ | ------------------------------ | ------------------------------ | ------------------------------ | ------------------------------ | ------------------------------ | ------------------------------ | ------------------------------ | ------------------------------ | ------------------------------ | ------------------------------ | ------------------------------ | ------------------------------ |
| Източник:                             |                                |                                |                                |                                |                                |                                |                                |                                |                                |                                |                                |                                |                                |

Климатът на Варна е с морско и континентално влияние. Средната януарска температура е 1,9 °С, средната юлска – 22,4 °С, средногодишната е 12,2 °С, абсолютната минимална температура е −19 °С, абсолютната максимална е 41 °С. Средните годишни валежи са 540,3 mm.
Най-продължителното слънчево греене във Варна се наблюдава през юли и август, съответно 300,7 и 299,2 часа.

## История
През 1972 г., по време на строителни работи, е открит Варненският халколитен некропол, който датира от около 4200 г. пр.н.е. В този некропол е открито смятаното за най-старото златно съкровище в човешката история, както и други предмети от сребро, мед, бронз, кремък и глина. Известно е, че на брега на Варненския залив, където сега се намира старата част на града, се е намирала крепостта Одесос. Тя е основана от гръцки колонисти от йонийския град Милет по времето на мидийския цар Астиаг (около 570 г. пр.н.е.) близо до старо тракийско селище в областта Варна. През следващите векове градът е независима общност (полис), която се превръща в един от основните търговски центрове в Черно море. През 341 г. пр.н.е. Филип II Македонски обсажда Одесос, но не го превзема поради постигнато примирие. Само след около 10 години неговият син Александър Македонски успява да завладее града, който остава македонско владение до смъртта на Лизимах през 281 пр.н.е., след което възстановява независимостта си. Независимо от своите владетели — елини, траки, македонци, а по-късно и римляни – Одесос остава винаги град със самостоятелно управление, с развита култура, търговия и занаяти, както и селище с традиции в сеченето на монети.
През 15 г. сл.н.е. градът влиза в състава на новосъздадената римска провинция Мизия, а през 2 век е обграден с нова крепостна стена от римляните. Един от паметниците на древния Одесос са Римските терми. Те са най-голямата антична обществена сграда, открита в България, и най-голямата като площ баня на Балканския полуостров. Останките се намират в югоизточната част на днешна Варна.
След разделянето на Римската империя през 395 г. градът остава в границите на Източната Римска империя, станала известна още като Византия. Нападенията на готите от север, както и последвалата обществено-икономическа криза, нанасят сериозни удари върху града. По времето на император Юстиниан I градът изживява икономически и културен подем. В началото на 7 век Одесос е разрушен от нашествията на авари и славяни и е изоставен от жителите си, като по времето на император Ираклий градът вече не съществува. Името Варна е упоменато за първи път във византийските хроники от Теофан Изповедник и Патриарх Никифор през 680 г. във връзка с поемането на контрола на земите отвъд Дунав от аспаруховите българи и тяхната победа при Онгъла над ромеите. Хронистите пишат:
| „ | и българите стигнаха до така наречената Варна близо до Одесос | “ |

В края на 8 век Варна е вече в пределите на българската държава, когато на власт е хан Кардам. Към 970 г. Варна е превзета от Византия, но през 1190 г. цар Иван Асен I я освобождава. Варна остава трайно в българската държава от пролетта на 1201 г., когато цар Калоян наново си възвръща града. През 13 – 14 век във Варна има не само български, но и венециански, ромейски, генуезки, дубровнишки и флорентински търговци. През 1369 г. цар Иван Александър отстъпва Варна на добруджанския деспот Добротица в знак на благодарност за помощта, която той му оказва за възвръщането на Видин в пределите на българската държава. От 1372 до 1391 г. Варна е включена в Карвунското княжество на Балик.
През 1389 г. Варна е завладяна от османските турци. На 10 ноември 1444 г. край Варна обединените полско-унгарски кръстоносни войски на крал Владислав III Варненчик и трансилванския войвода Янош Хунияди са разбити от османците, което слага край на антиосманската кръстоносна коалиция. Варна се превръща в типичен ориенталски град по времето на османското владичество в града, но запазва своето стратегическо и търговско значение. През 18 – 19 век Варна на два пъти е освобождавана за кратко време от руските войски: през 1773 г. и 1828 г.
През 1738 г. населението на Варна, както на всички важни градове в европейската част на Османската империя, е преобладаващо турско.
През май 1854 г. във Варна се провежда съюзническа конференция на Османската империя, Великобритания и Франция, които заедно воюват срещу Русия по време на Кримската война (1853 – 1856 г.). По времето на тази война през Варна е прекарана телеграфна линия, а през 1866 г. е завършена жп линията Русе – Варна, която спомага за съживяването на търговията. Във Варна се създават българска община, банка, болница, училище, църква и читалище, които спомагат за възраждането на българския дух. На 12 март 1860 г., десет години преди създаването на Българската екзархия, е отслужена църковна служба за пръв път на български език. На 24 май 1862 г. за първи път във Варна са почетени св. св. Кирил и Методий.
След Кримската война във Варна пристигат кримски татари, които бързо поемат местната търговия. През 1866 г. пристигат и хиляди черкези. Жителите на Варна трябва да ги хранят, да им построят къщи и накрая да снабдят всяко семейство с чифт волове, една араба и житни семена.
След Полското въстание (1863 – 1864 г.) във Варна пристигат бежанци от Полша. На 27 юли 1878 г. руските войски влизат в града по силата на Санстефанския предварителен мирен договор от 3 март 1878 г. и на Берлинския договор от 13 юли 1878 г. След Освобождението Варна става важен административен, икономически и културен център. В града е дислоциран Осми пехотен приморски полк, щабът на Военноморските сили и други военни поделения. През 1892 г. във Варна е основано първото параходно дружество, а през 1894 г. е поставено началото на българския морски флот.
През 1906 г. е тържествено открито новото Варненско пристанище с вълнолом. От 20 декември 1949 г. до 20 октомври 1956 г. градът носи името Сталин, по името на Йосиф Сталин. Варна е домакин на Световната олимпиада по шах през 1962 г., а през 1969 г. – на Световното първенство по художествена гимнастика.
През 2007 и 2008 година Варна печели класацията „Най-добрият град за живеене в България“.

## Население

### Численост на населението
Численост на населението според преброяванията през годините:
| \| Година на преброяване \| Численост \| \| --------------------- \| --------- \| \| 1880 \| 24 555 \| \| 1887 \| 24 800 \| \| 1910 \| 41 400 \| \| 1934 \| 73 305 \| \| 1946 \| 80 349 \| \| 1956 \| 123 798 \| \| 1965 \| 184 659 \| \| 1975 \| 252 525 \| \| 1985 \| 302 841 \| \| 1992 \| 308 432 \| \| 2001 \| 312 889 \| \| 2011 \| 334 870 \| \| 2021 \| 310 664 \| |           |
| Година на преброяване | Численост |
| 1880 | 24 555    |
| 1887 | 24 800    |
| 1910 | 41 400    |
| 1934 | 73 305    |
| 1946 | 80 349    |
| 1956 | 123 798   |
| 1965 | 184 659   |
| 1975 | 252 525   |
| 1985 | 302 841   |
| 1992 | 308 432   |
| 2001 | 312 889   |
| 2011 | 334 870   |
| 2021 | 310 664   |

Първите сведения за населението на Варна са от Средновековието, като тогава градът е бил населяван от около 4000 души. Според първото преброяване след Освобождението населението на Варна е 24 555 души (1881 г.). Тогава градът е бил вторият по големина в Княжество България, след Русе. След Съединението Варна губи второто си място и оттогава е третият по население град в България.
Днес във Варна живеят около 5% от населението на страната. Според националното официално преброяване през 2011 г. населението е 334 870 жители, което поставя града на трето място по големина в България, а населението на общината е 343 704 жители – втора община по население в България.
Населението на варненската агломерация е 475 074 души.
Варна е един от малкото български градове с положителен естествен прираст (4192 родени/3600 починали за 2009 г.).
През 2017 г. е един от 5-те областни центъра, които са увеличили населението си за годината – с 677 души.
Район „Приморски“ със своите над 105 000 жители е третият по население район в България, след „Младост“ и „Люлин“ в Столичната община.
| Година | 1887                         | 1910  | 1934  | 1946  | 1956   | 1965   | 1975   | 1985   | 1992   | 2001   | 2005   | 2009   | 2011   | 2013   | 2016   | 2017   | 2018   | 2019   |
| Население | 24800                        | 41400 | 69600 | 77000 | 120300 | 180100 | 251700 | 302800 | 308432 | 312889 | 311796 | 320837 | 334870 | 335819 | 335177 | 335854 | 336505 | 336216 |
| | Най-голям брой 336505 в 2018 |       |       |       |        |        |        |        |        |        |        |        |        |        |        |        |        |        |
| Източници: Национален статистически институт, „citypopulation.de“, „pop-stat.mashke.org“, Географски институт при БАН |                              |       |       |       |        |        |        |        |        |        |        |        |        |        |        |        |        |        |

Забележка: В таблицата и на графиката по-горе броят на населението е посочен в хиляди.

### Етнически състав
Численост и дял на етническите групи според преброяването на населението през 2011 г.:
|                     | Численост | Дял (в %) |
| Общо                | 334 870   | 100       |
| Българи             | 284 738   | 85,02     |
| Турци               | 10 028    | 2,99      |
| Цигани              | 3162      | 0,94      |
| Други               | 3378      | 1         |
| Не се самоопределят | 2288      | 0,68      |
| Неотговорили        | 31 276    | 9,33      |

### Религии
Във Варна са представени всички религиозни общности в България.
В града и околността се намират множество храмове както православни, така и на други от разпространените религии в България – арменски православен, мормонски, адвентистки и католически християнски храмове, джамия, будистки център. В града има три общности – българска, арменска и турска – на Евангелската методистка епископална църква.
Паметник на благодарността, изграден през 2013 г., изразява признателността на варненската еврейска общност към българския народ.

#### Храмове и манастири
Православните храмове са 14, а сред най-известните храмове в града са:
- Катедралата „Свето Успение Богородично“, един от неговите символи и четвърта по големина в страната (след храм-паметника „Св. Александър Невски“ в София, Видинската катедрала „Св. Димитър“ и новопостроения храм в Смолян);
- Църквата „Св. Николай“ – на централната пешеходна улица;
- Църквата „Св. Параскева Петка“ (или само „Св. Петка“);
- Църквата „Св. Атанасий“ в непосредствена близост до Римските терми.

Към епархията принадлежат и 7 православни параклиса в града. В непосредствена близост до Варна са и два манастира: „Св. св. Константин и Елена“ в едноименния курортен комплекс и „Св. Димитър Солунски“ в местността „Евксиноград“. На около 30 km северозападно от Варна се намира действащият манастир „Св. Марина“.
На 15 km североизточно от града се намира националният паметник на културата Аладжа манастир, създаден през 13 век.
| Църква                                                           | Описание | Снимка            |
| ---------------------------------------------------------------- | --- | ----------------- |
| Катедрален храм „Успение на Пресвета Богородица“                 | На 9 ноември 1879 г. Варненско-преславският митрополит Симеон свиква събор да избере осемчленна комисия, която да се погрижи за събиране на помощи и за построяването на църква и училище. По-късно – през 1880 г. (на 22 август) – след тържествен молебен българският княз Александър I полага основния камък на съборната църква във Варна „Успение на Пресвета Богородица“. Катедралният храм е завършен през 1886 г. | Bulgaria-Varna-02 |
| „Свети Николай Мирликийски Чудотворец“                           | Построен с дарението на одеския жител, руския поданик Параскева Николау, родом от гр. Варна. Строежът на храма, заедно с болницата, е започнат през 1859 г. и продължава единадесет години. |                   |
| „Света Параскева“                                                | Построен през 1785 г., той е вторият по старина варненски храм. |                   |
| „Успение Богородично“                                            | Най-старият запазен и действащ православен храм във Варна. Съществува от 1602 г. |                   |
| „Света Петка Българска“                                          | Най-голям след Катедралата |                   |
| „Свети Атанасий“                                                 | Старата митрополитска църква на града. Съществувала в Средновековието, но в днешния си вид е построена през 1838 г. на мястото на изгорелия две години по-рано древен храм. |                   |
| „Свети Димитър“                                                  | Градежът на сегашния храм „Св. великомъченик Димитър Солунски чудотворец“ започва през 1902 г., и през следващите години е завършен основният му корпус. Камбанарията на черквата и придворната постройка са завършени едва през 1939 г. |                   |
| „Свети Саркис“                                                   | Арменски православен храм |                   |
| „Свети мчк Андрей Първозвани“                                    | Построен през 2006 г. |                   |
| „Благовещение Господне (бивша „Непорочно зачатие на Дева Мария“) | Католическа църква „Благовещение Господне“ |                   |
| „Св. Архангел Михаил“                                            | Католическа параклис „Св. Архангел Михаил“ |                   |

- Параклис „Свето Благовещение“
- Параклис „Свети Мина“ – Владиславово
- Параклис „Св. Пророк Илия“ – Боровец
- Параклис „Св. св. Константин и Елена“ – Владиславово
- Параклис „Св. вмчца Марина“ – Галата, местност „Пчелина“
- Параклис „Св. св. Козма и Дамян“ – Галата
- Параклис „Св. Архангел Михаил“ – Аерогара Варна
- Параклис „Св. Архангел Михаил“ – Гробищен парк „Тополи“
- Параклис „Св. Рождение на св. Йоан Кръстител“ – Златни пясъци
- Параклис „Св. Рождество Богородично“ – АГ болница
- Параклис „Св. вмчк Димитър“ – Градски затвор
- Арменската апостолическа православна църква „Свети Саркис“
- Християнска евангелска баптистка църква
- „Азизие“ джамия
- Манастир „Св. св. Константин и Елена“ в курорт „Св. св. Константин и Елена“ до Варна

## Политика

### Кметове на Варна
От политическите и обществените промени през 1990 г. до 2024 г. Варна е имала петима кметове. Първият от тях, Войно Войнов (СДС), е временно назначен през 1990 г. и управлява града до свикването на първите демократични избори през 1991 г., след падането на комунизма. На тези избори за кмет на Варна е избран Христо Кирчев (СДС), който през 1995 г. е преизбран. На местните избори през 1999 г. за кмет на Варна е избран кандидатът на БСП Кирил Йорданов. На следващите избори през 2003 и 2007 той е преизбран на този пост като независим кандидат, подкрепен от други партии, а на местните избори през 2011 г. – като кандидат на ГЕРБ. Със своите четири мандата той е сред най-дълго управлявалите кметове в България в съвременната история на страната. На 6 март 2013 г., под натиска на протестиращите варненци, Кирил Йорданов подава оставка. На предсрочните избори за кмет (7 юли 2013 г.) кандидатът за кмет от ГЕРБ Иван Портних печели 51,41% от гласовете на варненци. Кандидатът за кмет Христо Бозов печели 48,59% от гласовете. На 15 юли 2013 г. Иван Портних се заклева и стъпва в длъжност като кмет на Варна. След скандали, съпътстващи управлението на Портних, на балотажа на местните избори през 2023 г. печели Благомир Коцев от ПП-ДБ.

### Общински съвет
| Листа | Листа                                    | 2007 | 2011 | 2015 | 2019 |
| ----- | ---------------------------------------- | ---- | ---- | ---- | ---- |
|       | ГЕРБ                                     | 9    | 16   | 22   | 18   |
|       | СДС                                      | 3    | 3    | 6    | 2    |
|       | СК (2007 – 2011) / РБ (2015) / ДБ (2019) | 3    | 3    | 6    | 4    |
|       | ВМРО – БНД                               |      | 4    | 6    | 2    |
|       | БСП                                      | 9    | 8    | 5    | 8    |
|       | Движение „Нашият град“                   | 6    | 3    |      |      |
|       | РЗС (2007) / ЛА (2011) / Воля (2019)     | 5    | 3    |      | 2    |
|       | ЗСАС                                     |      |      | 3    | 4    |
|       | ДПС                                      | 4    | 3    | 2    | 3    |
|       | Атака                                    | 4    | 2    | 4    |      |
|       | Възраждане                               |      |      | 4    | 4    |
|       | други                                    | 11   | 9    | 9    | 4    |
|       | Общо                                     | 51   | 51   | 51   | 51   |

ОбС, съставен след местните избори през 2003 г. по следния начин: 20,4% – БСП, 12,5% – СДС, 7,4% – НДСВ, 4,7% – Обединен блок на труда, 3,4% – коалиция „Справедливост за Варна“, 3,3% – коалиция „Движение Гергьовден – Демократическа партия“. След местните избори през 2015 г. за председател на Общински съвет – Варна е избран Тодор Балабанов.

### Финанси
През 2019 година бюджетът на Варна възлиза на почти половин милиард лева.

### Международно сътрудничество
Във Варна се намират почетни консулства на Великобритания, Германия, Малта, Норвегия, Унгария, Финландия, Франция, Чехия и Швеция.
Побратимени на Варна градове са:
- Дордрехт, Нидерландия[42][43]
- Департамент Нор, Франция
- Район Аймсбютел, Хамбург, Германия
- Марсилия, Франция
- Рощок, Германия
- Район Аймсбютел, Хамбург, Германия
- Турку, Финландия от 1963 г.[44]
- Алборг, Дания[45]
- Генуа, Италия
- Малмьо, Швеция[46]
- Нинбо, Китай
- Сурабая, Индонезия (от 2010 г.)
- Кейптаун, ЮАР (от 2012 г.)
- Да Нанг, Виетнам (от 2014 г,)
- Новосибирск, Русия
- Новоросийск, Русия[47][48]
- Южен административен окръг на Москва
- Харков, Украйна[47]
- Одеса, Украйна[47]
- Киев, Украйна[49][47]
- Кобулети, Грузия
- Сюлеймания, Ирак
- Гянджа, Азербайджан
- Мар дел Плата, Аржентина[50]

- Маями, САЩ[47][51] През 1996 г. делегация начело с кмета Христо Кирчев установява приятелски отношения с Маями, Флорида, САЩ;
- Брадфорд, Великобритания Протоколът за побратимяване между гр. Варна и гр. Брадфорд, Великобритания е подписан през 1992 година; Брадфорд присъства в сайта на гр. Варна до 2023 г.[52]
- Високе Мито, Чехия (Този град не присъства в списъка с партньорски градове в сайта на Община Варна, но Варна е в списъка с побратимени градове на сайта на Високе Мито).

Във Варна са съществували генерални консулства на Русия (до 2.10.2023 г.), Украйна (до 2014 г.) и Полша (до 30.09.2008 г.)
Варна развива активно партньорство в рамките на международните мрежи, в които общината членува:
- EUROCITIES;

- Strasbourg Club – Клуб Страсбург;

- Lighting Urban Community International (LUCI) – международна асоциация за градско осветление;

- European cities against drugs (ECAD) – мрежа от европейски градове срещу дрогата;
- European Festival Association (EFA) – Европейска фестивална асоциация;
- Regions for Health Network (RHN) – Мрежата „Региони за здраве“ към Световната здравна организация

Варна е също част от така нареченото движение Конвент на кметовете, с което доброволно се ангажира с повишаването на енергийната ефективност и използването на възобновяеми енергийни източници на територията на града.
През 1998 г. е сключен меморандум за разбирателство и сътрудничество между провинция Ийстърн Кейп, ЮАР и Варненска област от тогавашния областен управител Добрин Митв.

## Икономика

### Икономическа характеристика
Безработицата във Варна е на средното за страната равнище. Делът на частния сектор е над 50%. Икономиката на региона е добре представена на национално равнище чрез произведен брутен вътрешен продукт, представляващ 5,4% от националния. Малките и средни предприятия са предимно в областта на услугите.
По-големите производствени предприятия са:
- БулЯрд Корабостроителна индустрия ЕАД[58] – производство на плавателни съдове;
- Елдоминвест – производство на домакински електроуреди;
- Корабостроителен завод и Кораборемонтен завод „Одесос“ – производство и ремонт на плавателни съдове;
- Дружба Стил АД – производство на мъжка и дамска конфекция.

ТИМ са важна икономическа групировка от Варна, която владее Химимпорт и множество други предприятия, и е свързана с дейности от организираната престъпност.
На територията на града са разположени няколко мебелни фабрики.
Варна се нарежда на второ място след Бургас като туристическа дестинация в България.
Във Варна е централата на „Електроразпределение Север“, едно от трите големи предприятия за разпределение на електрическа енергия в страната, обслужващо Североизточна и Централна Северна България.

### Морска индустрия
- Варненска корабостроителница

Морската индустрия е отрасъл, характерен за града. Обединява фирми, свързани с морски дейности. В сектора са заети над 12 000 души, които заработват около 14 – 15% от приходите от продажби на общинската икономика. Това са предприятия от корабостроенето, кораборемонта, морския транспорт, драгирането и поддържането на морски пътища и съоръжения, и свързаните с тях услуги и дейности – „БулЯрд Корабостроителна индустрия“ ЕАД (бивша Варненска корабостроителница), Кораборемонтен завод „Одесос“ АД, „ТЕРЕМ – Флотски арсенал“ АД, „Корабно машиностроене“ АД, „МТГ Делфин“ АД, „Строителен и технически Флот“ АД – Варна. За близо 100-годишното ѝ съществуване в корабостроителницата са построени над 850 кораба, а до края на 2008 г. са завършени поръчки за 12 нови кораба, от които два нови, за насипни товари, тип „Супрамакс“, по лиценз на японската компания IHI-Marine United, за турската компания „Diller shiping and Trading“. Кораборемонтен завод „Одесос“ АД е най-големият и най-добре оборудваният в България, разположен на около 320 дка, със сух док за кораби до 35 000 бруто регистър тона и възможности за ремонт на кораби до 150 000 бруто регистър тона. „Корабно машиностроене“ АД произвежда разнообразно корабно оборудване (люкови закрития, товарни и палубни механизми, компоненти за кормилни устройства), плавателни съоръжения от бетон и метални конструкции с обем над 75 000 тона. „МТГ Делфин“ АД е голямо кораборемонтно и корабостроително предприятие на северния бряг на Варненското езеро, с над 700 души персонал и с възможности за поставяне на док на кораби до 18 000 бруто регистър тона, кейове и производствени халета с модерно краново и друго оборудване. „Строителен и технически флот“ АД – Варна разполага с плаващи кранове, дълбачки, смукачки, шалани и друго оборудване за извършване на драгажна (строителна и поддържаща) дейност, добив на инертни материали.
Общо 73% от фирмите в сектора на информационните и комуникационните технологии от Североизточния район на планиране (над 600 на брой) работят във Варна, основно на българския пазар. Секторът използва технологии от всички поколения, като модернизацията на съобщителната мрежа изостава. Навлизат четвърто поколение (4G) мрежи и системи, въвежда се TCP/IP протокол в мрежите с общ достъп и VoIP-услуги. Търсенето на образовани кадри нараства непрекъснато. Данните за състоянието на бизнес единиците на територията на Варна следват посока към непрекъснат растеж, както по отношение на приходите от продажби, така и по инвестирани средства за придобиване и придобити дългосрочни материални активи. В структурата на икономиката за 2006 г. с най-голям дял са големите фирми, с 90% от общия брой предприятия, общо 17 614. Малките фирми притежават 1651 предприятия. На територията на Варна са 42% от всички големи предприятия, работещи в целия планов район. Големите фирми продават през 2006 г. продукция за 3 767 547 лева. Това са и най-крупните инвеститори в региона. В дългосрочни активи са били вложени 1 394 251 лв. Микрофирмите са на второ място по приходи от продажби, но средните фирми имат по-голям дял в дълготрайни активи.

### Машиностроене
Димитър Илчев, известен автомобилен доставчик, през 1936 г. започва производство на автобуси върху основата на автомобили Chevrolet. Производствената дейност се извършва в цех в квартал Аспарухово. Първоначално превозните средства са именувани като омнибуси, трамбуси. Произведените автобуси са обслужвали различни линии във Варненския регион и са се движели по междуградската линия Варна – Бургас (Автобуси Херкулес).
В началото на 90-те години на XX век британският автомобилен производител Rover построява предприятие за сглобяване на автомобили в морската столица. Заводът е открит през 1995 г. и е в близост до ВАМО – завода за дизелови двигатели. Сложното икономическо състояние, в което изпада производителят, и нестабилността на автомобилния пазар, внасянето на автомобили на по-ниски цени, води до затварянето на предприятието през септември 1995 г. Общо от модела „Rover Maestro“ са произведени 2200 автомобила.

### Електронна и електротехническа индустрия
Във Варна през 1966 г. e основан Радиозавод Варна за производство на навигационни системи и радари с гражданско и военно предназначение. След демократичните промени заводът се преименува на Радиозавод „Черно море“ АД. След 2019 г. изпада в несъстоятелност. Към 2024 г. територията на завода (около 45 декара) се разчиства за строителството на жилищни и търговски сгради. Инвеститор е „Исторически парк“ АД.
През 1987 г. е основан Елдоминвест. Предприятието произвежда домакински електроуреди.

### Търговия
Големи търговски центрове
- Varna Mall
- Grand Mall
- Delta Planet Mall
- Varna Towers

Други търговски центрове
- Market Varna
- Fullmax Center
- City Center Asparuhovo
- Park Center (бивш Пикадили Парк)
- Palah Centre[64]
- VIVA Center[65]
- Търговски център „Явор“
- Uptown
- Center Primorski
- Chayka Center

Бивши търговски центрове
- Pfohe Mall

Пазари
Във Варна има общо над 15 пазара, вкл. няколко централни пазара, специализирани за:
- плодове и зеленчуци – Кооперативен/Колхозен пазар, пазар „Часовника“ (Син пазар), пазар „Чаталджа“, базар „Левски“;
- цветя – пазар за цветя „Чаталджа“ и пазар за цветя „Катедралата“;
- риба – рибен пазар „Варна“;

както и други по-малки квартални пазари.

## Инфраструктура

### Водопроводна и канализационна инфраструктура
„ВиК-Варна“ ООД е дружество с 51% участие на държавата, чрез МРРБ и 49% собственост на общините Аврен, Аксаково, Бяла, Варна, Ветрино, Вълчи дол, Девня, Дългопол, Провадия и Суворово. Дружеството поддържа, експлоатира и стопанисва водоснабдителни и канализационни мрежи и системи, съоръжения и пречиствателни станции на територията на Варненска област. Обслужваният район е с население над 468 220 жители, което живее на територията на 12 общини с общо 158 населени места. Обслужват се над 4300 км водоснабдителна мрежа, 1100 км от която е на територията на града. 830 км е изградената канализационна система. Общият брой на сондажите е 104. Водоснабдителните помпени станции са 130, канализационните помпени станции – 26, а общата инсталираната мощност на дружеството възлиза на 31 654 киловата. В действие са 10 пречиствателни станции за отпадъчни води.

### Медии
Присъстват почти всички национални радиостанции в УКВ-обхват, някои от които имат местни емисии новини. От Варна излъчват Радио Варна, основано през 1933 г., и Радио Браво (до 2015 г., когато преминава към бургаската радиоверига „Мая“). Трите национални телевизии имат дългогодишно присъствие в ефира, както и по останалите начини на разпространение. От Варна излъчва с БНТ 2 вторият регионален канал на БНТ 1. Местни телевизии са ТВ Варна и Телевизия Черно море, чиято аудитория обхваща Варна и цяла Източна България, както и Телевизия „Ариел ТВ“, която се разпространява по кабел.
Наред с националните печатни медии, които имат приложения за региона, във Варна се печатат регионални вестници и списания, като Позвънете, Народно дело, Черно море и Морски вестник, както и списание Морски свят.

### Здравеопазване
Варна е главен университетски здравен център в Източна България. Обслужва със спешна и токсикологична помощ северното Черноморие, както и Североизточна България. Разполага с квалифицирани кадри от всички сфери на медицината. „Център по изгаряния и отравяния“ се намира във Военноморската болница, която е специализирана и като болница на НАТО. Сред най-големите здравни заведения на Варна са „Св. Марина“ – терапевтичен блок за многопрофилно лечение; „Св. Анна“, популярна като Окръжна болница – с диагностичен блок и спешна помощ, 2 АГ-болници, няколко поликлиники, най-големият онкодиспансер извън столицата, психодиспансер, очна клиника и други здравни звена. В града се строи кардиологична болница.

### Транспорт

#### Автомобилен
През Варна преминава паневропейски транспортен коридор 8. През града преминават Автомагистрала А2 – „Хемус“ и Автомагистрала А5 – „Черно море“, част от Паневропейски транспортен коридор 8 и Европейски път E87. Едно от най-големите транспортни съоръжения е Аспарухов мост.
| Година | Брой автомобили | Автомобили на 1000 души |
| 2001   | 106 019         | 339                     |
| 2005   | 136 385         | 437                     |
| 2006   | 146 448         | 470                     |
| 2009   | 197 328         | 615                     |
| 2011   | 185 600         | 554 ()                  |
| 2019   | 188 683         | 546                     |
| 2020   | 194 332         | 569                     |
| 2021   | 190 974         | 559 (597)               |
| 2022   | 193 931         | 606                     |
| 2023   | 199 496         | 617                     |
| 2024   | 209 349         |                         |

#### Железопътен
Железопътна гара Варна обслужва първата жп линия в страната. От гарата тръгват различни влакове:
- пътнически: до градовете Шумен, Карнобат, Бургас, Добрич;
- бързи: до София, Пловдив, Русе и Плевен;
- ускорен бърз до София.

#### Въздушен
Западно от Варна е разположено Летище Варна – третата по важност българска аерогара. То обслужва над 65 български и чужди авиокомпании, които изпълняват редовни и чартърни полети до над 35 държави. Аерогарата е едно от четирите международни летища в страната с целогодишен режим на работа. През зимата се поддържат 7 редовни линии, 28% от пътниците от/до Варна пътуват по работа. През 2014 г. през аерогарата са преминали близо 1,4 милиона пътници. Летището е свързано с няколко възможности за транспорт до града – автобусна линия, таксиметрови услуги и коли под наем. Автомобили под наем предлагат няколко международни компании и една българска фирма. През пролетта на 2012 г. е открита изцяло обновената писта на летището, а през 2013 г. е открит терминал 2 на летището. Първата частна авиокомпания в България – Ер Виа – е със седалище във Варна.

#### Морски
Морска гара Варна през 2006 г. е обслужила 31 650 пътници от вътрешно и международно плаване. Общо 23 големи круизни кораба с 9200 пътници са посетили Варна.
Пристанище Варна e разположено на Черноморското крайбрежие при Варна (терминал Варна Изток) и във вътрешността на Белославското езеро при Девня (Терминал Варна Запад). То е най-голямото българско пристанище и разполага с общо 34 корабни места, с максимално допустимо газене от 11,30 м. През 2011 г. са обработени 9,15 милиона тона товари, като по този показател изпреварва Пристанище Бургас.

#### Обществен
Автогара Варна обслужва национални и международни редовни линии, както и направления до близките населени места и курорти.
Автобусни, тролейбусни и маршрутни линии
Две фирми стопанисват вътрешните градски линии: „Градски транспорт“ ЕАД (включително и тролейбусните линии) и „ДелтаКар“, а „Автотрейд“ ООД и „Мако“ ООД – маршрутните линии. До 9 май 2017 „Транстриумф“ обслужва част от автобусните линии, но поради проекта за интегриран градски транспорт всички линии преминават към „Градски транспорт“ ЕАД, освен 409, който е наполовина към община Аксаково. От 23 декември 2017 г. линия 409 се обслужва от „Градски транспорт“ ЕАД, поемайки функциите на „Транстриумф“, а „ДелтаКар“ остава да води линията от община Аксаково. До 2017 във Варна има близо 60 автобусни, 4 тролейбусни линии и 3 маршрутни таксиметрови линии. В града се изпълнява интегриран проект за градския транспорт, по който са доставени 70 нови автобуса (20 автобуса „Solaris Urbino 12“ и още 20 соло „Solaris Urbino 12 CNG“ на метан и 30 съчленени „Solaris Urbino 18“) и 30 нови тролея с марка „Škoda 26Tr Solaris“ по друг проект.
По проекта също така са изградени велоалеи, BRT коридор (от англ. – Bus rapid transit, бърз транзит на автобусите) и нова електронна система за таксуване и информационни табла по спирките. Работи и сайт, чрез който всеки в реално време може да се информира за движението и разписанието на градския транспорт.
Градски автобусни линии
- Линия 1 (само в работни дни)
- Линия 7
- Линия 9
- Линия 10
- Линия 12
- Линия 13
- Линия 13/32
- Линия 14
- Линия 14А (само в учебни дни)
- Линия 17
- Линия 17/46
- Линия 17/60
- Линия 17А
- Линия 17А/46
- Линия 17А/60
- Линия 18
- Линия 18/40
- Линия 18А
- Линия 18А/40
- Линия 20
- Линия 22
- Линия 23
- Линия 29
- Линия 30
- Линия 31
- Линия 31А
- Линия 36
- Линия 37
- Линия 39
- Линия 41
- Линия 46
- Линия 55
- Линия 109
- Линия 118
- Линия 118А
- Линия 122 (само в работни дни)
- Линия 148
- Линия 209
- Линия 209Б (само през летния сезон - от 15 юни/ 1 юли до 30 септември)
- Линия 409

Градски тролейбусни линии
- Линия 82
- Линия 83 (само в работни дни)
- Линия 88

### Наука и образование
Варна е сред най-важните университетски центрове в страната с осем висши училища, в които се обучават над 30 000 студенти:
- Висше военноморско училище „Никола Вапцаров“
- Икономически университет
- Медицински университет „Проф. Параскев Стоянов“
- Технически университет
- Варненски свободен университет „Черноризец Храбър“
- Колеж по туризъм
- Медицински колеж
- Технически колеж
- Професионален старшински колеж към ВВМУ „Никола Вапцаров“ Варна

През 1920 г. във Варна е основано първото висше търговско училище в България. Във Варна се намират и Институт по океанология, Център по хидро- и аеродинамика и филиалът на Институт по метеорология и хидрология към Българската академия на науките, Институт по рибни ресурси, Институт по воден транспорт, Институт по корабостроене и по металознание.

## Култура

### Забавления и сценични изкуства
Варна разполага с Държавна опера Варна, Драматичен театър „Стоян Бъчваров“, Куклен театър Варна, както и с един частен театър – Театър „Българан“. Най-голямата концертна зала във Варна се намира във Фестивален и конгресен център Варна. Основното културно годишно събитие и забележителност във Варна е Международният балетен конкурс Варна, който е един от най-старите за Източна Европа, провеждащ се от 1964 г.

#### Държавна опера Варна
Варненската опера е открита на 1 август 1947 г. Намира се на централния площад в града, помещавайки се в сградата на Драматичния театър. Операта организира от 2000 г. всяка година Коледен и Великденски музикален фестивал, а от 2010 г. и „Опера в Летния театър“. Всяка година бива организиран Международният музикален фестивал „Варненско лято“. Варненската опера е гастролирала в Югославия, Чехословакия, Украйна, Италия, Испания, Гърция, Индия, Румъния, Египет, Германия, Швейцария, Австрия. През 1999 г. Варненската опера се обединява с Варненската филхармония и продължава дейността си под названието Оперно-филхармонично дружество „Варна“. От 28 юли 2010 г. Драматичен театър „Стоян Бъчваров“ и Оперно-филхармонично дружество „Варна“ са обединени в Театрално-музикален продуцентски център „Варна“. След обединението Драматичен театър „Стоян Бъчваров“ запазва името си, но Оперно-филхармонично дружество „Варна“ се преобразува в Държавна опера – Варна.

#### Драматичен театър „Стоян Бъчваров“
На 26 март 1912 г. кметът на Варна Иван Церов полага основния камък за театрална сграда на пл. „Независимост“. На 12 март 1921 г. се открива първият театрален сезон с пиесата „Инстинктът“ от Анри Кестмекер. Спектаклите се играят в зала „Съединение“, сега сцена „Филиал“, тогава дървена пристройка към часовниковата кула, изпълнена по общинска поръчка от арх. Сава Димитриевич, където освен театрални представления се изнасят литературно-музикални вечери и концерти. През 1927 г. варненската общественост възобновява идеята за нова театрална сграда и подпомага финансово строежа с дарителска кампания. За по-малко от месец се събират 1 милион лева. Управителното тяло на Народната театрална кооперация отпуска заем от 2 милиона лева. В проекта на арх. Никола Лазаров на определен етап от строителството участва и арх. Дабко Дабков. Цялостно строежът е завършен от градския архитект Желязко Богданов през 1932 г. През 1947 г. новата сграда приютява новосъздадената опера.

#### Държавен куклен театър Варна
През 1951 г. варненската общественост кани известния кукловод, сценограф и режисьор Георги Сараванов, поставил основите на марионетния театър в Пловдив (1948 г.), да основе куклен театър в града. Той се отзовава, пристига във Варна и създава актьорска трупа от начинаещи артисти, част от които завършили музикално училище.
През август 1952 г. в стария салон на театър „Варненска комуна“ се играе кукленият спектакъл „Патенцето“ от Нина Гернет и Тамара Гуревич — с марионетки, които Сараванов изработва сам. Неговите уникални кукли от първите спектакли са запазени в Музея на куклите към театъра. Интересът и радостта, с които малките зрители посрещат спектакъла, показват необходимостта от куклено изкуство в културния живот на Варна. Веднага след успеха на „Патенцето“ театърът става културен институт към Градския народен съвет. Първата сграда, определена за театър, се намира на бул. „Владислав Варненчик“, зад Пощата в бившите безплатни ученически трапезарии, в склада за зърнени храни. На 12 юли 1985 г., благодарение на усилията на директора Йордан Тодоров, театърът влиза в нова сграда в центъра на града – ценен архитектурен паметник, оригинално приспособен за нуждите на съвременен културен институт.

#### Театър „Българан“
Театър „Българан“ е първият и единствен професионален частен театър на културната карта във Варна и Североизточна България. Първата презентация на проекта Българан се състои през 2005 г. в сградата на Военноморския клуб във Варна, където днес изцяло със собствена звукова, светлинна и сценична техника е изградена залата на театъра.
На сцената на театъра се представят както собствени, така и гостуващи постановки. Освен като отворена сцена, театър „Българан“ е копродуцент на седем сценични продукции. Към днешна дата има продуцирани четири собствени представления, един театрален сериал и четири представления за деца с професионални режисьорски и актьорски екипи. Театър „Българан“ не само интерпретира съвременни драматургични текстове, но и формира пространство, в което начинаещи театрали да имат възможност да творят и доказват себе си. В представленията на театъра играят над 60 актьори, сред които Стоянка Мутафова, Христо Мутафчиев, Валентин Танев, Камен Донев, Асен Блатечки, Яна Маринова, Пламен Сираков, Герасим Георгиев, Мария Сапунджиева, Йонна Буковска, Красимир Ранков, Стефка Янорова, Мариус Куркински, Мариус Донкин, Елена Петрова и др. Също така театър „Българан“ работи съвместно с Драматичните театри от Сливен, Габрово, Хасково, Пловдив, Добрич и Пазарджик.
Притежава и собствено звукозаписно студио, което технически обезпечава спектаклите.

#### Военноморски клуб Варна
Военният клуб във Варна носи името Военноморски клуб (ВМК). Намира се на възлово място в центъра на града до Централна поща и Катедрален храм–паметник „Свето Успение Богородично“, в началото на бул. „Владислав Варненчик“. Отначало се е наричал Дом на офицера, а след 9 септември 1944 г. е наречен Дом на Народната войска. През 1951 г. е преименуван на Дом на Народния флот, затова днес е известен и под старото си име ДНФ. От пролетта на 1992 г. е наречен Военноморски клуб.
Построен е в ренесансов стил от 1897 г. до 1899 г. Първият етаж се е състоял от канцелария на Военното комендантството, офицерска столова, сладкарница, магазин и аптека. На втория етаж е имало библиотека, голям и малък танцувални салони, а на третия етаж и тавана – хотелски стаи. Официално клубът е открит на 31 декември 1899 г. с първия офицерски новогодишен бал. Бързо става един от културно-просветните центрове във Варна и средище на офицерите от гарнизона. От 1980 г. до 1983 година сградата е преустроена и разширена с нова част, построена в стила на старата. Днес Военноморският клуб разполага със заседателна зала, лекционна зала, библиотека.
През 2016 г. сградата е реставрирана чрез строително-монтажни работи по фасадата, дограмата и покрива. Сега Военноморският клуб има киносалон с 350 места, концертна зала със 120 места, заседателна зала, конферентна зала, лекционни зали, изложбена и игрална зали, библиотека, ресторант, дневен бар и хотел с 9 апартамента и 22 стаи. Във военния клуб работи социална кухня, която осигурява топъл обяд на военнопострадали, пенсионирани военнослужещи и ветерани.
Клубът развива активна културно-артистична работа и художествено-творческа самодейност чрез 8 формации – ансамбъл „Фолклорни ритми“, вокално-инструментален състав „Морски полъх“, детско шлагерно студио „Да“, музикално-артистична формация „Палас“, вокална група „Прибой“, танцова формация „Марина“, клуб по спортни танци „Одесос денс 1975“ и театрална формация „Весел миг“. Военноморският клуб е един от най-големите културно-информационни центрове и една от най-забележителните сгради във Варна.

#### Фестивален и конгресен център
Фестивален и конгресен център – Варна (ФКЦ) е открит през 1986 г. От създаването си той се налага като център на най-престижните местни събития в областта на изкуството и културата. Там, освен артистични прояви и фестивали, се организират и научни срещи, семинари, различни фирми отбелязват своите годишни празници. ФКЦ е съорганизатор на Международния филмов фестивал „Любовта е лудост“, фестивала на българския игрален филм „Златната роза“, фестивала на европейските филмови копродукции, международния музикален фестивал „Варненско лято“, Варненския театрален фестивал, Международния майски хоров конкурс, Международния балетен конкурс – Варна, Европейския музикален фестивал, Коледния и Майския салон на изкуствата, международния детски фестивал на изкуствата „Съзвездие море – слънце, младост, красота“. Сградата на Фестивален и конгресен център се намира в непосредствена близост с входа на Морската градина.

#### Дворец на културата и спорта, и Летен театър Варна
Дворецът на културата и спорта (ДКС, наричан още Спортна зала) е комплекс за конгресни, културни и спортни прояви. Разполага с 6 зали, възстановителен център, фитнес зала, пресцентър, модерен търговски център. Спортно-възстановителният център разполага със сауни, тангентори. Дворецът има търговски център с възможности за почивка и приятно прекарване на свободното време.
Административно към Двореца на културата и спорта е причислен и Летният театър в Морската градина. В Летния театър се организират национални и международни прояви.

#### Национално училище по изкуствата „Добри Христов“
Създадено е като музикално училище през 1944 г. и е първият държавен музикален институт във Варна. През 1956 г. училището получава името на бележития музикален педагог, критик, композитор, академик Добри Христов. Възпитаници на училището са изявени диригенти, композитори, певци, концертиращи артисти, музиковеди, оркестранти, преподаватели във висши училища, музикални и балетни педагози, балетни артисти. Сградата на училището „Д. Христов“ е паметник на културата, публична държавна собственост към Министерството на културата. От януари 2004 г. получава статут на Национално училище по изкуствата, което е първото извънстолично национално училище.

### Издателства
- Издателство Стено
- Издателство Зограф
- Издателство Славена
- Издателство Морски свят

### Творчество, посветено на Варна
Българските изпълнители Йорданка Христова, Веселин Маринов, Георги Германов и други са посветили свои песни на града.

### Галерии

#### Градска художествена галерия „Борис Георгиев“
Градската художествена галерия „Борис Георгиев“ е разположена в сградата на бившата Мъжка гимназия. Тя е построена в края на XIX в. и е издържана в традицията на неоготическата архитектура. Градската художествена галерия е създадена с протокол от 12 януари 1944 г. на Общото събрание на Дружеството на варненските художници. Сред учредителите са Кирил Шиваров, Константин Щъркелов, Александър Дякович. Намира се на сегашното си място от 1988 г., след основно преобразуване на сградата на Мъжката гимназия. От 1999 г., след решение на Общинския съвет, носи името на Борис Георгиев. Градската художествена галерия е съорганизатор и партньор в международни проекти в областта на съвременното изкуство, които осъществяват размяна на изложби, пленери и симпозиуми, творчески специализации и гостувания на групи и отделни художници. Галерията е домакин на Международното биенале на графиката, съорганизатор е и на фестивала на визуалните изкуства „Август в изкуството“. В залата на последния, трети етаж, се организират концерти от програмата на Международния музикален фестивал „Варненско лято“, театрални спектакли, модни ревюта.

#### Други галерии
- Фестивален и конгресен център – Варна
- Дворец на културата и спорта – Варна
- Галерия „Графит“[96]
- Галерия „Кавалет“[97]
- Арт галерия Ларго“[98]
- Галерия „Le Papillon“[99]
- „Галерията на Ева“[100]
- „Галерия 8“[101]
- Галерия „Актив арт“[102]
- Галерия „От-то“[103]
- Галерия „Буларт“[104]
- Галерия „Българи“[105]
- Арт галерия за милосърдие „Свети Лука“[106]
- „Галерия 10“[107]
- Нощна галерия „Contemporary space“[108]
- Арт галерия „НавилАрт“[109]
- Галерия „ФоФ“[110]
- Галерия „АРТплощад“[111]
- Галерия „Art Sensation“[112]
- Галерия „Арт център“ към ВСУ[113]
- Галерия „Ас-Арт“[114]
- Галерия „Теди“[115]
- Езотерична галерия „Универсум“[116]
- Галерия „Зограф“[117]
- Галерия „Тео“[118]
- Галерия „Тереза“[119]
- Галерия „Юка“[120]
- Арт галерия „Арета“[121]
- Галерия „Тагея“[122]
- Галерия „Арт Маркони“[123]
- Галерия „Архангел Михаил“[124]
- Галерии „Алфа Арт“[125]
- Галерия „Евелин“[126]
- Галерия „Вива“[127]

### Кина
- Кино Cineland Гранд мол Варна[128]
- Кино „Българан“
- Фестивален и конгресен център – Варна
- Кино Cinema City – Delta Planet Mall

### Филми, снимани във Варна
- Голямата змия (1967)
- Голямата победа (1972)
- Като песен (1973)
- Фаталната запетая (1979)
- Комбина (1982)
- Баш майсторът на море (1982)
- Мъгливи брегове (България – СССР, сниман 1985 г., премиера 6 март 1986 г.)
- Васко да Гама от село Рупча (1986)
- Някой пред вратата (1987)
- Непобедимите 3 (2013)
- Бензин (2017)
- Господин Х и морето (сериал, заснет 2018 год, излъчван през 2019 г. по Нова телевизия)

### Библиотеки и читалища
- Регионална библиотека „Пенчо Славейков“[129]
- Народно читалище „Просвета 1927“, кв. „Аспарухово–[130][131]
- Народно читалище „Христо Ботев 1928“[132]
- Народно читалище „Възрождение 1870“[133]
- Народно читалище „Варненски будители 1926“[134]
- Народно читалище „Отец Паисий 1934“[135]
- Народно читалище „Васил Левски 1945“[136][137]
- Народно читалище „Васил Левски 1927“ кв. „Галата“[138][139]
- Народно читалище „Асен Златаров 1946“, кв. „Чайка“[140][141]
- Народно читалище „Елин Пелин 1977“[142][143]
- Народно читалище „Цар Борис III“, кв. Победа[144]
- Народно читалище „П. Р. Славейков 1928“[145][146]
- Народно читалище „Прогрес 1927“ кв. Виница[147]
- Народно читалище „Искра 1924“[148][149]
- Народно читалище „Христо Смирненски 1946“[150]
- Народно читалище „Михаил Шолохов 1958“ с. Казашко[151]
- Народно читалище „Св. св. Кирил и Методий 1927“ с. Тополи[152][153]
- Народно читалище „Димо Цонков 1927“ с. Звездица[154]
- Народно читалище „Искра 1909“ с. Константиново[155]
- Народно читалище „Ясна поляна 2014“

### Сцени на открито
- Сцена „Раковина“
- Сцена „Амфитеатър“
- Летен театър
- Лятно кино (в ОСРК „Младост“)

### Редовни събития
Варна е известна и с традиционния хипарски празник в България „Джулай морнинг“, възникнал още по времето на социалистическия режим. Всяко лято на 30 юни срещу 1 юли големи групи хора се събират на варненския вълнолом (през последните години и в други местности по цялото Черноморие), за да посрещнат заедно Слънцето, което изгрява над морето.

### Спорт
Градът има многогодишни традиции в спорта. Действащи са няколко футболни стадиона, сред които базите на ПФК „Черно море“ (Варна) и ПФК „Спартак“ (Варна). В процес на пълно преустройство е градският стадион „Юрий Гагарин“, чието име ще бъде променено на „Варна“. След края на новоизграждането му стадионът се очаква да отговаря на всички изисквания на УЕФА и да бъде най-модерният в България. Традиционно националният отбор на България по волейбол играе във Варна. Четири поредни лиги са се състояли в Двореца на културата и спорта. В последните години градът се обособява и като център за плажен волейбол и кандидатства за град домакин на Световните киберигри. Многократно Варна е била домакин на спортни прояви като Световното първенство по водно спасяване през 1970 г., Световното първенство по художествена гимнастика през 1969 и през 1987 г., Републиканското първенство по карате „Киокушин“. В града има клубове по бадминтон, тенис, баскетбол, плуване, бейзбол, бокс, културизъм, стрелба, езда, колоездене, картинг, спортно катерене, спортно ориентиране, а от Аспаруховия мост се правят скокове с въже (бънжди).

#### Спортни клубове
- ПФК „Черно море“ (Варна)
- ФК „Спартак“ (Варна)
- Баскетболен клуб „Черно море“
- Волейболен клуб „Черно море БАСК“
- Спортен клуб „Перун“ (волейбол)
- Хандбален клуб „Спартак“
- Спортен клуб по водна топка „Комодор“
- Спортен клуб по водна топка „Дръзки“
- Ръгби клуб „Варна“
- Тенис клуб „Черно море – Елит“
- Спортен клуб по ледени спортве
- Спортен клуб „Ракетлон“ (бадминтон)
- Спортен клуб по бадминтон „Елит“
- Клуб по ХГ „ЧАР“
- Спортен клуб по триатлон
- КБСК „Титаните“ (бейзбол)
- Плувен клуб „Албатрос 2001“
- Йога клуб „Мареа“
- Йога клуб „Свародая“
- Доджо КайСейКан – Варна (кендо/японска фехтовка)
- Спортен йога клуб „Колобар“
- Велоклуб „Устрем“
- Bодолазен клуб „Русалка“
- Спортен клуб „Аргус“ (кик бокс)
- Клуб по плувни спортове „Варна“
- Спортен клуб по водна топка „Черно море 1948" (Варна)
- Клуб по водна топка „Аква спорт"
- Централен полицейски карате и джу джицу клуб

#### Спортни съоръжения
- Дворец на културата и спорта
- ОСРК „Младост“ (2 футболни, 1 волейболно, 1 баскетболно игрище; лекоатлетическа писта; зала за тенис на маса и бадминтон (в строеж);[156] ледена пързалка; зала за скуош; голф игрище; скейтборд парк; площадка за ролери; стена за скално катерене; детски кът; лятно кино)[157]
- ОСК „Морска градина“ (1 футболно, 1 волейболно игрище; 1 тенис корт)[158]
- ОСК „Аспарухов парк“ (2 футболни, 1 волейболно, 1 баскетболно игрище)[159]
- ОСК „Чайка“ (1 футболно, 1 баскетболно игрище)[160]
- СК „Технически университет“ (1 футболно – стандартни размери, 3 футболни, 1 баскетболно игрище)[161]
- Спортни игрища „Гранд спорт арена“
- СК „Тринити парк“ (1 футболно, 1 волейболно, 1 баскетболно, 1 хандбално игрище; игрища за бадмингтон и футзал; 1 тенис корт; зала за фехтовка)[162]
- СК „Простор“ (тенис кортове; футболни, волейболни, баскетболни и хандбални игрища)
- СК „Локомотив“ (футболен стадион + 3 футболни игрища; лекоатлетическа писта; щурмова стълба)[163]
- СК „Спартак“ (футболен стадион + 2 футболни игрища)[164]
- СК „Студентска“ (открити игрища за футбол, баскетбол, многофункционална спортна площадка (за волейбол и тенис на корт), фитнес, тенис на маса и детска площадка, пътека за бягане и каране на ролери)[165]
- СК „Чудните Скали“ (стена за катерене)
- Стадион „Варна“ (в строеж)
- Стадион „Тича“
- Стадион „Владиславово“ (в преизграждане)
- Плувен комплекс „Приморски“ (2 открити и един закрит басейн;[156] фитнес и спа център)
- Плувен комплекс „Младост“ (дом „Младост“)
- Басейн „Делфини“
- Гребна база „Аспарухово“
- Конна база „Виница“

## Забележителности
Градът е част от Стоте национални туристически обекта на БТС с Археологически музей (Варна) и Военноморския музей.
- Варненската астрономическа обсерватория и планетариум
- „Фонтанът на сирените“ в Морската градина. Скулптор: Кирил Шиваров
- Делфинариум Варна
- Катедрален храм „Свето Успение Богородично“

### Праисторически и антични
- Варненският халколитен некропол – с обработеното около 4400 – 4100 г. пр. Хр. златно съкровище. Находките са експонирани във Варненския археологически музей, самият некропол е занемарен и на практика недостъпен за разглеждане.
- Римските терми на Одесос са сред най-запазените архитектурни паметници от античния период в страната и се намират в югоизточната част на днешния град, в близост до пристанището. Термите са изградени към края на II век. Според проучванията височината на сводестите конструкции е била над 20 m, а общата площ на съоръжението около 7000 m². Баните са работили до края на III век. През XIX век подземията на термите са ползвани като затвор. През 1892 г. стамболовистите затварят и изтезават в термите Петко войвода. В днешни дни през лятото в термите работи летен театър, изнасят се концерти.

### Музеи
- Варненският Археологически музей заема площ от 2000 m2 и има 32 зали с постоянни изложби: Праистория, Античност, Средновековие, Възрожденска иконопис. Там се намира и едно от най-старите златни съкровища в света, датирано отпреди 4000 години преди Христа, по-старо от което е само откритото в Града на птиците при Пазарджик. Първите археологически материали са били събрани от Карел Шкорпил и Анание Явашов през 1887 г. На 3 юни 1887 г. с наличните находки уреждат музей в Градската библиотека. Четири години по-късно, по нареждане на тогавашното Министерство на народното просвещение (1892 г.), варненските дейци неохотно са принудени да изпратят сбирката в София, за създаване на централен музей (1893 г.). Година по-късно (1894 г.) Карел Шкорпил урежда нова музейна сбирка, която пренася в Девическата гимназия (1895 г.). Дълги години заради нежеланието на министерството да се създават музеи извън София, археологическата сбирка се помещава в приземието на Девическата гимназия. През 1906 г. тържествено в помещение на тавана на гимназията е открит Окръжен музей. През 1993 г. сградата на гимназията е изцяло заета от възстановения Археологически музей.

- Военноморски музей
- Парк музей „Владислав Варненчик“
- Къща музей на Георги Велчев
- Музей за историята на Варна
- Музей на Възраждането
- Етнографски музей
- Варненски природонаучен музей
- Музей на куклите[166]
- Историко-етнографски комплекс „Прабългарско селище Фанагория“

### Морска градина и други паркове
Със своите 850 декара Морската градина на Варна е национален паметник на градинското и парковото изкуство. Нейното строителство е по проект на Антон Новак, чешки градинар-декоратор, поканен в града от Карел и Херман Шкорпил. В морската градина има Алея на възрожденците с паметници на бележити българи от Възраждането и националноосвободителните ни борби. На входа на Морската градина се намира паметникът на Антон Новак. Неповторимостта и притегателната сила на Морската градина или Приморския парк се дължат и на съседството на морето, и на плавното преливане на морския ландшафт със зеленината на бреговата зона. Плитководието на Варненския залив и подхранването на брега от едрия пясъчник от срутищата на високия скат обуславят по-нататъшното разширяване на бреговата ивица навътре в морето. Средно на всеки квадратен метър от ската се падат 5 m2, отвоювани в морето. Тази особеност на нарастване на Приморския парк към морето, както и развитието на морските спортове, го правят привлекателно и перспективно място за почивка.
В Морската градина са разположени Варненският аквариум и Делфинариумът.
Крайбрежната алея или така наречената и силно оспорвана от гражданите „Алея първа“ (проект) е зона между Морската градина и плажа. От 2001 г. тя се стопанисва от консорциума „Алея първа“, обединяващ всички концесионери на варненските плажове – „Фамилия“ ООД, „БГГ“ ЕООД, „Камбана“ ЕООД, „ЕТ Дист – Димитър Атанасов“ и „Лазурен бряг 91“ ЕООД. През март 2009 г. терените на Алея първа са преактувани като частна държавна собственост от заместник-областния управител на Варна в нарушение на чл. 6, ал. 1 и ал. 3 от Закона за държавната собственост и са продадени на „Холдинг Варна“ (групировката ТИМ). От 2012 г. холдингът започва 5 големи строежа върху площ от 118 декара на варненския бряг. Проектът се поддържа от държавната власт – всички правителства, в разрез с позицията на гражданското общество, което иска да запази автентичната морска природа на парка.

В близост до Варна на площ от 13 207 декара се намира природният парк Златни пясъци със скалния Аладжа манастир. Той е вторият обявен парк в България след Национален парк Витоша.
- Аспарухов парк
- Парк „Владислав Варненчик“
- Парк „Младост“
- Парк-паметник на българо-съветската дружба
- Университетска ботаническа градина – Варна

### Зоологическа градина
Варненската Зоологическа градина е открита на 30 април 1961 година. Дело е на арх. Б. Маркова и арх. К. Каракашев. Огромна заслуга за построяването на парка има тогавашният кмет Николай Бояджиев.
Зоологическата градина е разположена в Морската градина, близо до Делфинариума и Природо-научния музей. Тя е дом на общо 300 представители от 60 вида птици, хищници, тревопасни, примати и водоплаващи.
През 1998 г. е създадено общинско предприятие „Зоокът“, което стопанисва и менажира Зоопарк Варна.
От 2007 г. е открит и „Спасителен център“, който помага на пострадали животни и след лечението им ги връща обратно в природата.

#### Програми
„Осинови животно“ – стартира през януари 2013 г. Благодарение на нея много животни намират свой благодетел, който да финансира изхранването, грижата и облагородяване на жизнената им среда, като плаща месечна издръжка за своя избраник.
„Стани дарител“ – чрез тази програма се набавят необходими материали, инструменти и консумативи за парка, дарени от доброволци.

#### Сектор Птици
Паркът разполага с три езера и една волиера. Тук посетителите могат да видят розов пеликан (изключително рядък вид, включен в Червената книга на България), поен лебед, няколко вида патици и гъски, мандаринка, каролинка, червен ангъч, златен, сребърен и кралски фазан, чернокрил и бял паун, жълтокачулат какаду, качулат кресливец, корела, пъстра розела, малък александър, бъбрив вълнист папагал, бял и черен щъркел (някои от тях са били пациенти на Спасителния център в градината, но въпреки лечението са с трайни увреждания и не могат да бъдат пуснати на свобода), скален орел, белоопашат мишелов, бухал.

#### Подсектор Гризачи
Тук посетителите могат да видят представители на видовете нутрия и морско свинче.

#### Сектор Тревопасни
Срещат се представители на следните животински видове: елен, сърна, муфлон, обикновено и шотландско пони, магаре, лама, двугърба камила, дива коза, камерунска коза, прасе-джудже.

#### Сектор Хищници
Зоологическата градина е дом на следните представители от раздел Хищници: сибирски тигър, лъв, лисица, вълк, кафява мечка, дългоносо мече, шоколадов скункс.

#### Сектор Примати
Тук са най-атрактивните обитатели на Зоологическата градина – мауймуна гвенон (коткоподобна маймуна). 

### Други
- Със своите 800 декара паркът резиденция Евксиноград е национален паметник на градинското и парковото изкуство. Той е естествено продължение на Морската градина на север и връзка с парка на курорта Константин и Елена. Паркът се използва от правителството на България и обикновено не е открит за посещения.
- Астрономическата обсерватория и планетариум „Николай Коперник“ – първият в България астрономически комплекс, открит през 1968 г. Комплексът се състои от астрономическа обсерватория, планетариум и кула с махало на Фуко. Намира се в централната част на Морската градина.
- Планетариум на ВВМУ „Н. Й. Вапцаров“.
- Железопътната гара във Варна е изградена по проекта на железопътната гара в Бургас. Поради тази причина двете сгради са еднакви в архитектурното отношение.
- Фестивален и конгресен център

## Личности
Сред известните политици с варненски произход са Илко Ескенази (СДС), Александър Йорданов (СДС), Миглена Тачева (НДСВ), Даниел Вълчев (НДСВ, ДБГ), Николай Василев (НДСВ), Борислав Ралчев (НДСВ), Петър Димитров (БСП), Меглена Плугчиева (БСП) и Костадин Костадинов (Възраждане).
Варна е роден град на учени и изследователи в различни области. Видни учени, родени в града: Димитър Чернев, Милко Бичев, Илия Вълков, Фриц Цвики.
Градът е родно място на много хора, реализирали се в различни области на културата. Актьорите Катя Динева, Кръстю Лафазанов, Христо Гърбов, Иван Кондов, Стефан Мавродиев, са от морската столица. Композиторите Анастас Наумов и Хайгашод Агасян, музикалните изпълнители Николай Докторов, Ваня Щерева, Тодор Костов, Филип Киркоров, Деси Добрева, Гери-Никол, Дара, Нина са родени във Варна. Художниците Георги Велчев, Борис Георгиев, Ванко Урумов, скулпторът Кирил Шиваров, писателят Марко Стойчев също е родом от Варна.

## Други
На Варна е наречена улица в София (Карта).